# Halford 3 - Winter Songs
Halford 3 - Winter Songs è il terzo album in studio pubblicato dalla band heavy metal Halford, nel 2009.
Si tratta di un album che riprende famose canzoni natalizie in chiave heavy metal.

## Tracce
1. Get Into the Spirit
2. We Three Kings
3. Oh Come O Come Emanuel
4. Winter Song
5. What Child Is This
6. Christmas For Everyone
7. I Don't Care If It's Christmas Night
8. Light of the World
9. Oh Holy Night
10. Come All Ye Faithful

## Formazione
- Rob Halford: voce
- Metal Mike Chlasciak: chitarra
- Roy Z: chitarra
- Mike Davis: basso
- Bobby Jarzombek: batteria